# Бареа, Артуро
Арту́ро Баре́а Огасо́н (исп. Arturo Barea Ogazón; 20 сентября 1897, Бадахос — 24 декабря 1957, Фарингдон) — испанский писатель и журналист.
Родился в бедной семье в Бадахосе. Его отец умер, когда ему было четыре месяца, после чего его мать с четырьмя детьми переехала в Мадрид, где работала прачкой, а семья жила на чердаке дома в бедном районе. Благодаря помощи со стороны дяди и тёти он смог поступить в школу, но бросил ещё в 13 лет и устроился работать в банк курьером и переписчиком, проработав там год, но так и не начав получать полный оклад. Однажды он разбил стеклянную крышку стола, после чего был оштрафован и уволен.
Военную службу проходил в Сеуте и Испанском Марокко; служил в инженерных войсках, быстро получил звание сержанта, участвовал в Рифской войне, в это же время начал писать и позже опубликовал несколько стихотворений. После возвращения с фронта работал в бюро регистрации патентов, в 1924 году первый раз женился. Бареа стал членом Всеобщего союза трудящихся, крупнейшего в то время испанского профсоюза, придерживавшегося марксистских взглядов, и был одним из основателей профсоюза клерков во время режима Второй Испанской республики. После начала Гражданской войны в Испании в 1936 году организовал из клерков, бывших членами ВСТ, добровольческое ополчение. Затем он был принят на работу цензором в пресс-службу министерства иностранных дел Республики благодаря знанию английского и французского языков. Во время осады Мадрида был радиоведущим и получил известность как «Неизвестный голос Мадрида», который каждый вечер рассказывал о повседневной жизни в осаждённом городе. В 1938 году женился во второй раз (на австрийской журналистке).
В середине 1938 года, предчувствуя скорое поражение Республики, вместе с женой покинул Испанию, переехав сначала во Францию, а в 1939 году — в Англию. С этого времени и до конца жизни работал в Испанском отделе службы BBC, одновременно активно публикуя статьи в различных литературных изданиях. Написал большое количество рассказов, несколько биографий и романов. Его самым известным произведением является автобиографическая трилогия La Forja de un Rebelde. Эта книга была названа Габриэлем Гарсией Маркесом «одним из лучших романов на испанском языке».